# Phụ Bình
Phụ Bình (chữ Hán giản thể: 阜平县, âm Hán Việt: Phụ Bình huyện) là một huyện thuộc địa cấp thị Bảo Định, tỉnh Hà Bắc, Cộng hòa Nhân dân Trung Hoa. Huyện này có diện tích 2497 ki-lô-mét vuông, dân số 210.000 người. Mã số bưu chính của Phụ Bình là 073200. Chính quyền huyện đóng ở trấn Phụ Bình. Về mặt hành chính, huyện Phụ Bình được chia thành 4 trấn, 9 hương. 
- Trấn: Thành Quan, Bình Dương, Long Tuyền Quan, Thành Nam Trang.
- Hương: Vương Lâm Khẩu, Đài Dục, Đại Đài, Sử Gia Trại, Đông Hạ Quan, Hạ Trang, Ngô Vương, Bắc Quả Viên, Sa Sào.